# Mønshaugen/Bjørgum
Mønshaugen/Bjørgum este o localitate din comuna Voss, provincia Hordaland, Norvegia, cu o suprafață de 0,44 km² și o populație de 655 locuitori (2013).